# چک کیتا
چک کیتا (انگلیسی: Cheick Keita؛ زادهٔ ۱۶ آوریل ۱۹۹۶) بازیکن فوتبال اهل فرانسه است.
از باشگاه‌هایی که در آن بازی کرده‌است می‌توان به باشگاه فوتبال پاریس اف سی اشاره کرد.
وی همچنین در تیم ملی فوتبال زیر بیست سال فرانسه بازی کرده‌است.